# Ноземские Исады
Ноземские Исады — деревня в Междуреченском районе Вологодской области на реке Нозьма.
Входит в состав Старосельского сельского поселения (с 1 января 2006 года по 8 апреля 2009 года входила в Ноземское сельское поселение), с точки зрения административно-территориального деления — в Ноземский сельсовет.
Расстояние до районного центра Шуйского по автодороге — 31 км, до центра муниципального образования Старого по прямой — 4 км. Ближайшие населённые пункты — Змейцыно, Артемьево, Лысково.
По переписи 2002 года население — 3 человека.
В первой половине XX века в деревне проживало более 100 человек, к 1980—1990-м годам от 20 до 50 человек.
К 2000 году зимой проживали две бабушки, а летом с приездом «дачников» население деревни было около 20 человек. Постепенно деревня превратилась в летний дачный участок для тех, кто когда-то родился здесь.
Ещё в середине XX века жители Ноземских Исад ловили артелями рыбу во время весеннего нереста, охотились на зверей и занимались животноводством, местное стадо насчитывало около 10 коров, 30—40 баранов и коз. Весной на лодках собирали брёвна, отбившиеся от сплавляемого по Сухоне леса. Через Исады проходила дорога на Сухону, откуда вних по течению на Наремы, Лодейщик, Двиницу и Шуйское. С прокладкой асфальтовых дорог и прекращению пассажирской навигации по Сухоне, а также развалом местных колхозов и совхозов, Исады, как брод через Нозьму и перевалочный пункт с авто на лодки перестал существовать.
Население деревни переехало в ближайшие сёла: Старое и Спасс Ямщики, а также в Вологду, кто-то в Москву и Санкт-Петербург